# Денисенко Анна Михайлівна
Анна Михайлівна Денисенко (нар. 14 жовтня 1989) — білоруська футболістка, півзахисниця.

## Клубна кар'єра
Футбольну кар'єру розпочав у 2010 році в «Надії-СДЮШОР № 7». Дебютувала за могильовський клуб 10 квітня 2010 року в переможному (6:0) домашньому поєдинку 1-о туру білоруської Прем'єр-ліги проти «Вікторії» (Вороново). Анна вийшла на поле в стартовому складі та відіграла весь матч. Дебютним голом за «Надію» відзначилася 7 червня 2010 року на 73-й хвилині переможного (4:1) виїзного поєдинку 10-о туру білоруської Прем'єр-ліги проти «Вікторії» (Вороново). Денисенко вийшла на поле в стартовому складі, а на 90-й хвилині її замінила Марина Чеботар. У команді відіграла два сезони, відзначилася 19-а голами в 49-и матчах Прем'єр-ліги.
У 2012 року виїхала до України, де підписала контракт з «Житлобудом-1». Дебютувала за харківський клуб 21 квітня 2012 року в нічийному (1:1) виїзному поєдинку 1-о туру Вищої ліги проти донецької «Дончанки». Анна вийшла на поле в стартовому складі та відіграла увесь матч. Дебютним голом за «Житлобуд-1» відзначилася 16 червня 2013 року на 19-й хвилині переможного (11:0) домашнього поєдинку 7-о туру Вищої ліги проти «Атекс-СДЮШОР №16». Денисенко вийшла на поле в стартовому складі, а на 58-й хвилині його замінила Олена Земляна. У футболці «Житлобуду» чотири рази ставала переможницею чемпіонату України та тричі вигравала кубок України. Загалом же в футболці харківського клубу в чемпіонатах України зіграла 53 матчі та відзначилася 4-а голами.
У 2016 році повернулася до Білорусі, де разом зі своє сестрою підписали контракт з «Надією-СДЮШОР № 7» (Могильов). Дебютувала за могильовський колектив 17 квітня 2016 року в переможному (4:0) виїзному поєдинку 1-о туру Прем'єр-ліги проти «Німану». Анна вийшла на поле в стартовому складі, а на 66-й хвилині її замінила Тетяна Гавриленя. Дебютним голом за «Надію» відзначилася 29 травня 2016 року на 57-й хвилині переможного (7:0) виїзного поєдинку 9-о туру Прем'єр-ліги проти «Славянки». Денисенко вийшла на поле на 46-й хвилині, замінивши Зоряну Капустіну, а вже на 50-й хвилині отримала жовту картку. У команді відіграла один сезон, за цей час у Прем'єр-лізі провела 17 матчів, відзначилася 5-а голами.
У березні 2017 року разом з сестрою перейшла до «Зорки-БДУ». Дебютувала за нову команду 23 квітня 2017 року в програному (1:3) виїзному поєдинку 1-о туру Прем'єр-ліги проти «Мінська». Анна вийшла на поле в стартовому складі та відіграла увесь матч. Дебютним м'ячем за «Зорку» відзначилася 6 травня 2017 року на 22-й хвилині переможного (6:0) домашнього поєдинку 3-о туру Прем'єр-ліги проти «Бобруйчанки». Денисенко вийшла на поле в стартовому складі та відіграла увесь матч. У команді провеле один сезон, за цей час у Прем'єр-лізі відзначилася 6-а голами у 18-и матчах.
Напередодні початку сезону 2018 року повернулася до «Надії-СДЮШОР № 7». Дебютувала за могильовський колектив 21 квітня 2018 року в переможному (3:0) виїзному поєдинку 2-о туру Прем'єр-ліги проти «Славянки». Анна вийшла на поле в стартовому складі та відіграла увесь матч, а на 90+2-й хвилині відзначилася дебютним голом за «нову-стару» команду.

## Кар'єра в збірній
Викликалася до складу національної збірної Білорусі. Єдиний матч у збірній зіграла 21 вересня 2013 року в програному (0:6) виїзному поєдинку кваліфікації чемпіонату світу проти Англії, в якому білоруски зазнали розгромної поразки — 0:6.

## Особисте життя
Анна має сестру-близнючку, Юлію Денисенко, яка також стала футболісткою. Вона виступала, зокрема, за «Житлобуд-1»

## Досягнення
- Чемпіонат України
  -  Чемпіон (4): 2012, 2013, 2014, 2015

- Кубок України
  -  Володар (1): 2013, 2014, 2015

- Прем'єр-ліга
  -  Чемпіон (1): 2017

- Кубок Білорусі
  -  Фіналіст (1): 2017

- Суперкубок Білорусі
  -  Володар (1): 2017